# Zhawar
Zhawar est une localité de la province de Khost en Afghanistan.

## Zhawar Kili

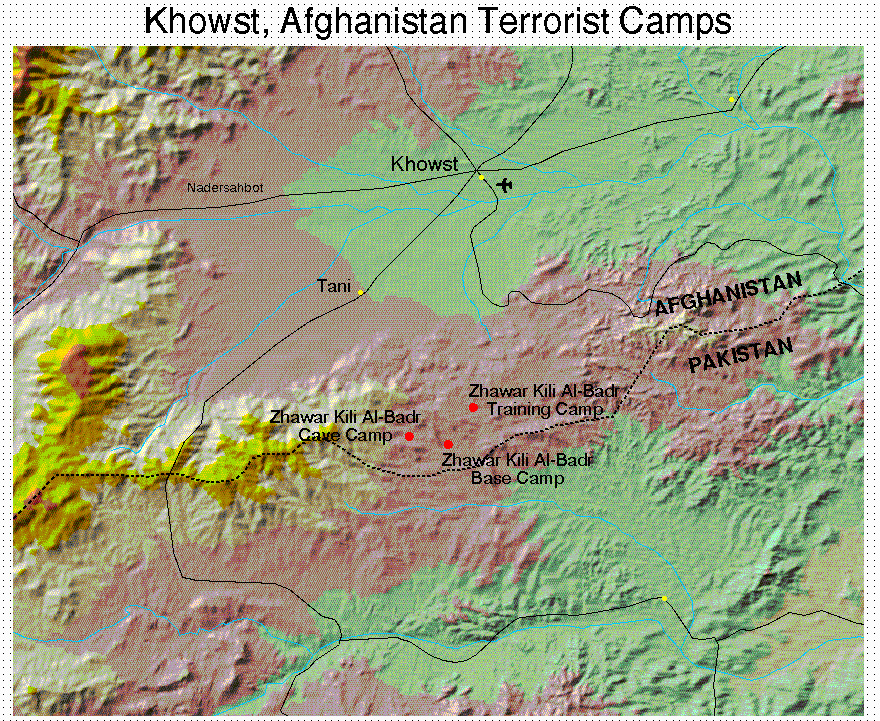
Localisation de Zhawar Kili
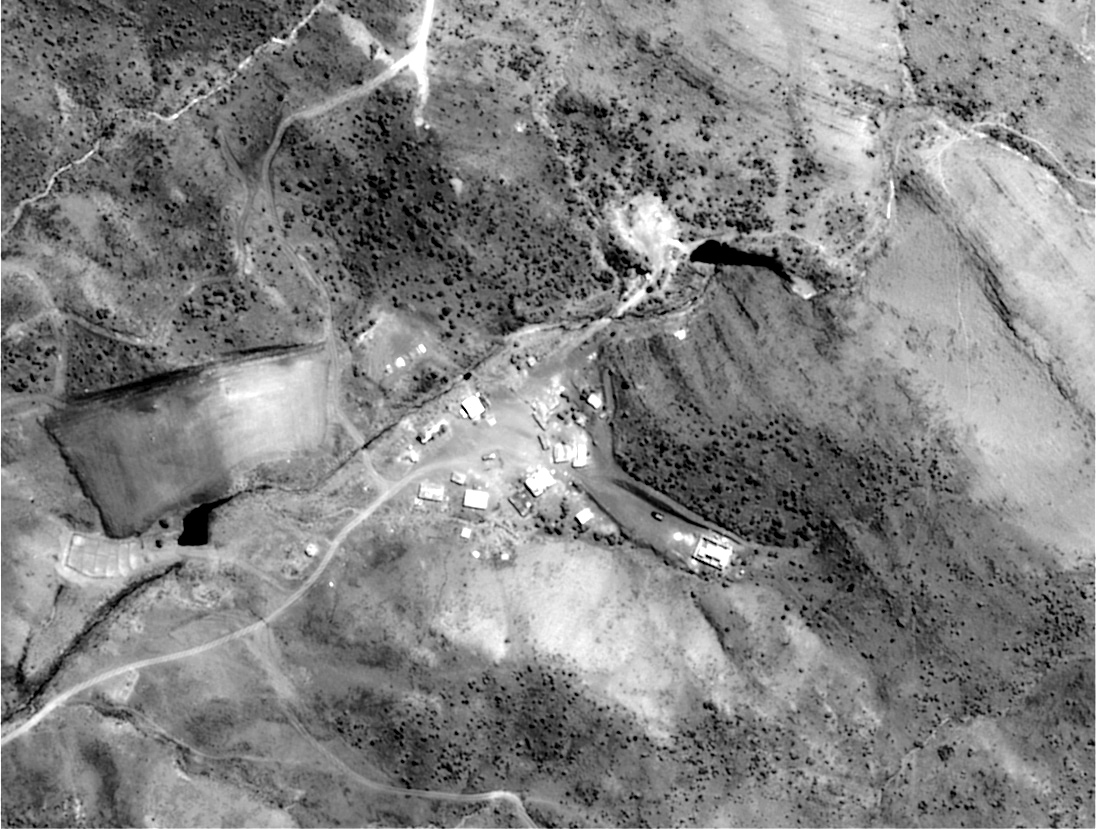
Zhawar Kili al Badr (Oest)
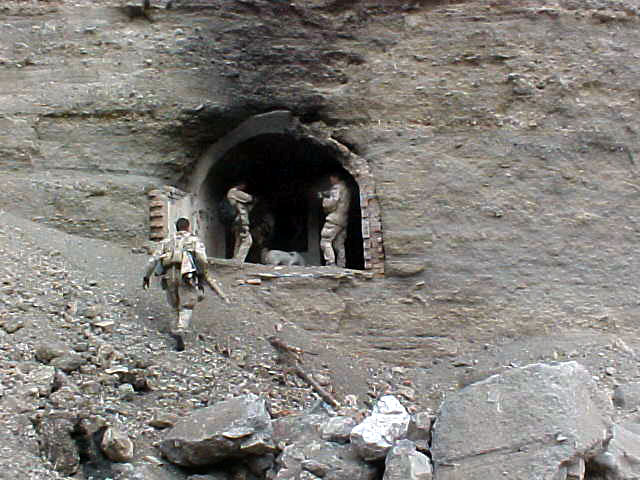
US Navy SEALs - caverne de Zhawar Kili